# 四日市鉄道デ50形電車
四日市鉄道デ50形電車（よっかいちてつどうデ50がたでんしゃ）は、現在の近鉄湯の山線を開業させた四日市鉄道が1928年に導入した、特殊狭軌（軽便鉄道）用荷物合造の制御電動車。その後の経緯により、最後は近鉄モニ210形電車となった。
本項では同時に製造され、ほぼ同様の経緯を辿った付随車四日市鉄道60形電車（よっかいちてつどう60がたでんしゃ、最終形式は近鉄モ240形電車）についても併せて解説する。

## 経歴

### デ50形
1928年に田中車輛（現、近畿車輛）でデ51 - デ54の4両が製造された。前面は3枚の均等な幅の窓で構成される非貫通形で両運転台、側面の窓配置は 1D1D8D1（最初の D が荷物室用扉）、前面・側面とも一段下降窓である。窓の上下にウィンドウ・シル/ヘッダーで補強がされているが、シルは上辺に淵の付いた段付きシルで、ヘッダーともどもリベット止めである。側面の扉及び戸袋の部分は裾の高さを若干下げているが、これは他の近鉄特殊狭軌線で使用された車両にないものである。屋上の通風器は、いわゆるおわん形と呼ばれるものである。
主電動機は当初各車とも22.5kWのものを2個装備していた。また、主制御器はゼネラル・エレクトリック製の直接制御式GE-120形を使用しており、これは廃車時まで変わらなかった。
形式称号は1931年に四日市鉄道が三重鉄道（現在の内部・八王子線を開業させた事業者）に合併された際にデハニ50形に変更されたが、番号は 51 - 54 のままであった。1944年の三重交通発足時に同社三重線（湯の山線と内部・八王子線の総称）のモニ211形モニ211 - モニ214となった。1964年の三重交通の鉄道部門分離による三重電気鉄道への異動を経て、翌1965年の近畿日本鉄道（近鉄）への合併によりモニ210形（番号は変更なし）となった。
製造当初からの改造点として、集電装置を両端に装備したトロリーポールから荷物室側に装備したパンタグラフへの変更、前照灯の前面中央窓下（いわゆる「おヘソライト」）から前面中央屋根上への移動、尾灯の1灯から2灯への増設と丸形引っ掛け式（いわゆる「ガイコツテール」）から丸形外はめ式への変更、車内灯の白熱灯から蛍光灯への変更、ブレーキの直通ブレーキから自動空気ブレーキへの変更、1978年に実施した連結器のピン・リンク式連結器から自動連結器への変更がある。また、主電動機も1951年に2個から211・212が30kWのもの、213・214が28kWのものを各車4個に増強されたが、後に30kWのものに統一されている。

### 60形
デ50形と同年に田中車輛で製造された同形態の後付付随車（用途としては客車を兼ねる）で、61の1形式1両のみ。窓配置は妻面がデ50形と同様の3枚窓、側面は 1D5 5D1 である。車体に関する部分では、ウィンドウシル/ヘッダーや側面扉周り、通風器の形状もデ50形と同様である。三重鉄道への併合時に番号はそのままで形式称号はサハ61形に変更されている。三重交通発足時にサ371形サ371となったが、1951年にサ440形サ442の電装化（モ260形モ260。後の近鉄モ230形モ231）の際に余剰となった台車を流用して、電装・両運転台化され、制御電動車のモ240形モ240となった。そして近鉄への編入時に形式称号はそのままで番号のみモ241に変更されている。

## その後の経緯
1965年の三重電気鉄道の近鉄への合併当時はモニ210形が内部・八王子線の電動車では最大両数の形式であり、主力として使用されていた。1977年に北勢線の近代化用に270系が導入された際、余剰となった北勢鉄道・三重交通系の車両が内部・八王子線に転属し、代替として松阪鉄道系車両全車やサ150形5両（サ158 - サ162）とともにモ240形が廃車となった。モニ210形はその後も継続して使用されたが、1982年の260系導入による近代化でモニ220形2両（モニ225・モニ226）やサ150形7両（サ151 - サ157）とともに4両とも廃車となった。廃車後は全て解体されており、現存するものはない。

## 主要諸元
データは参考文献による。
- 車体構造 - 半鋼製
- 最大寸法（長さ×幅×高さ）：11,470mm×2,134mm×3,680mm
- 自重 - 15.2t
- 定員 - 60人（モニ210形は座席20人、モ240形は座席28人）
- 主電動機 - 30.0kW×4
- 駆動方式 - 吊掛式
- 定格引張力 - 1300kg（モニ211・212は1430kg）
- 定格速度 - 30.5km/h（モニ211・212は31.0km/h）
- 歯車比 - 5.21
- 制動方式 - SME（モ240形）、AMA（モニ210形）
- 台車 - 日本車輌製C型